# Земо Нашоварі
Земо Нашоварі (груз. ზემო ნაშოვარი) — село в Грузії.
За даними перепису населення 2014 року в селі проживає 360 осіб.